# Polaris (film)
Pour les articles homonymes, voir Polaris.
Pour plus de détails, voir Fiche technique et Distribution.
Polaris est un film franco-groenlandais réalisé par Ainara Vera et sorti en 2022.

## Fiche technique
- Titre : Polaris
- Réalisation : Ainara Vera
- Scénario : Ainara Vera
- Photographie : Ainara Vera, Inuk Sylis Høegh
- Son : Ainara Vera et Jérémie Halbert
- Montage : Ainara Vera et Gladys Joujou
- Musique : Hamine Bouhafa
- Sociétés de production : Point du jour - Les Films du Balibari - Ánorâk Film (Groenland)
- Pays de production :  France |  Groenland
- Genre : documentaire
- Durée : 78 minutes
- Dates de sortie : France - mai 2022 (présentation au festival de Cannes)[1] ; 21 juin 2023 (sortie nationale)

## Sélections
- Festival de Cannes 2022 (programmation de l'ACID)[2]
- Festival international du film de Marrakech 2022[3]
- Festival de cinéma de Douarnenez/Gouel ar filmoù 2022[4]
- États généraux du film documentaire 2022[4]
- Festival Filmer le travail 2023 (film de clôture - 25 février 2023[5]